# Iouri Kachkarov
Pour les articles homonymes, voir Kachkarov.
Yuriy Kashkarov (en russe : Юрий Фёдорович Кашкаров, Iouri Fiodorovitch Kachkarov ; né le 4 décembre 1963 à Khanty-Mansiysk) est un biathlète soviétique, puis biélorusse en toute fin de carrière. Il est notamment champion olympique de relais en 1984, champion du monde de l'individuel en 1985 et dans des épreuves collectives à quatre reprises.

## Biographie
Yuriy Kashkarov est déjà en haut des classements chez les juniors, remportant deux titres mondiaux dans la catégorie (individuel en 1982 et sprint en 1983). En 1983, il fait ses débuts dans l'élite aux Championnats du monde, y remportant le titre du relais, après une septième place sur l'individuel.
En 1984, il est sélectionné pour les Jeux olympiques de Sarajevo, où il gagne le titre en relais avec Dmitriy Vasilyev, Algimantas Šalna et Sergei Bulygin. De retour sur la Coupe du monde, il s'impose pour la première fois individuellement à ce niveau sur l'individuel d'Oberhof. Il atteint son sommet la saison suivante, lorsqu'il devient champion du monde de l'individuel (20/20 au tir) et termine deuxième du classement général de la Coupe du monde derrière Frank-Peter Rötsch. Comme en 1984 et 1985, Kashkarov est encore champion du monde de relais en 1986. En 1987, l'URSS n'est plus championne en relais et Kashkarov se contente de la médaille d'argent, avant de tout de même gagner une course de Coupe du monde, le sprint de Canmore.
Aux Jeux olympiques d'hiver de 1988, il est cinquième de l'individuel, soit son meilleur résultat individuel dans des Jeux et aussi cet hiver.
En 1989, il est triple médaillé aux Championnats du monde, son meilleur total. Il gagne le bronze au sprint, l'argent au relais et l'or à la course par équipes, pour son cinquième titre.
Lors de l'hiver 1989-1990, il est performant dans la Coupe du monde, remportant trois étapes en sprint, à Antholz, Ruhpolding et Walchsee.
Aux Championnats du monde 1991, il prend la médaille d'argent du relais pour son dernier podium international.
Après une saison 1993 sans résultat significatif, passée sous les couleurs biélorusses, il se retire du biathlon, avant de devenir entraîneur de biathlon à Moscou.

## Palmarès

### Jeux olympiques d'hiver
| Épreuve / Édition | Individuel | Sprint | Relais                         |
| ----------------- | ---------- | ------ | ------------------------------ |
| JO 1984 Sarajevo  | 35e        | 10e    | Médaille d'or, Jeux olympiques |
| JO 1988 Calgary   | 5e         | 18e    | -                              |

Légende :
- : première place, médaille d'or
- — : pas de participation à l'épreuve

### Championnats du monde
| Épreuve     | 1983 à Antholz                   | 1985 à Ruhpolding                | 1986 à Oslo                      | 1987 à Lake Placid                | 1989 à Feistritz                   | 1990 à Minsk, Oslo et Kontiolahti | 1991 à Lahti                      |
| ----------- | -------------------------------- | -------------------------------- | -------------------------------- | --------------------------------- | ---------------------------------- | --------------------------------- | --------------------------------- |
| Individuel  | 7e                               | Médaille d'or, Coupe du Monde    | 6e                               | 5e                                | -                                  | 4e                                | -                                 |
| Sprint      | -                                | 12e                              | 28e                              | 6e                                | Médaille de bronze, Coupe du Monde | 11e                               | 12e                               |
| Relais      | Médaille d'or, Coupe du Monde    | Médaille d'or, Coupe du Monde    | Médaille d'or, Coupe du Monde    | Médaille d'argent, Coupe du Monde | Médaille d'argent, Coupe du Monde  | 5e                                | Médaille d'argent, Coupe du Monde |
| Par équipes | Épreuve inexistante à cette date | Épreuve inexistante à cette date | Épreuve inexistante à cette date | Épreuve inexistante à cette date  | Médaille d'or, Coupe du Monde      | 4e                                | -                                 |

### Coupe du monde
- Deuxième du classement général en 1985.
- 11 podiums individuels : 7 victoires, 3 deuxièmes places et 1 troisième place.
- 13 victoires en relais et 2 par équipes.

#### Liste des victoires
7 victoires (5 en sprint et 2 en individuel)
| Saison                | Date            | Lieu               | Discipline                               |
| --------------------- | --------------- | ------------------ | ---------------------------------------- |
| 1983–1984 1 victoire  | 1er mars 1984   | Oberhof            | 20 km individuel                         |
| 1984–1985 2 victoires | 12 janvier 1985 | Minsk              | 10 km sprint                             |
| 1984–1985 2 victoires | 14 février 1985 | Ruhpolding         | 20 km individuel (Championnats du monde) |
| 1986–1987 1 victoire  | 21 février 1987 | Canmore            | 10 km sprint                             |
| 1989–1990 3 victoires | 18 janvier 1990 | Antholz-Anterselva | 10 km sprint                             |
| 1989–1990 3 victoires | 27 janvier 1990 | Ruhpolding         | 10 km sprint                             |
| 1989–1990 3 victoires | 3 février 1990  | Walchsee           | 10 km sprint                             |

## Distinction
- Ordre de l'Insigne d'honneur